# La Force, Aude
La Force är en kommun i departementet Aude i regionen Occitanien  i södra Frankrike. Kommunen ligger  i kantonen Fanjeaux som ligger i arrondissementet Carcassonne. År 2022 hade La Force 259 invånare.

## Befolkningsutveckling
Antalet invånare i kommunen La Force
Referens: INSEE